# Kurland, Trelleborgs kommun

För hertigdömet, se hertigdömet Kurland.  För historiska landskapet, se Kurland.  För ryska kejserliga guvernementet, se guvernementet Kurland.  
Kurland är en tätort på Söderslätt i Trelleborgs kommun.
Utbyggnaden av bostadsområdet på Stavstensudde har gjort att Kurland växt avsevärt. Det innebar att orten blev klassad som tätort från 2010.

## Befolkningsutveckling
| Befolkningsutvecklingen i Kurland 2010–2020 | Befolkningsutvecklingen i Kurland 2010–2020 | Befolkningsutvecklingen i Kurland 2010–2020 | Befolkningsutvecklingen i Kurland 2010–2020 | Befolkningsutvecklingen i Kurland 2010–2020 |
| ------------------------------------------- | ------------------------------------------- | ------------------------------------------- | ------------------------------------------- | ------------------------------------------- |
|                                             |                                             |                                             |                                             |                                             |
| År                                          |                                             |                                             | Folkmängd                                   | Areal (ha)                                  |
| 2010                                        | 2010                                        |                                             | 507                                         | 39                                          |
| 2015                                        | 2015                                        |                                             | 560                                         | 40                                          |
| 2020                                        | 2020                                        |                                             | 626                                         | 40                                          |
| Anm.: Ny tätort 2010                        |                                             |                                             |                                             |                                             |